# 奧古斯塔 (新澤西州)
奧古斯塔（英語：Augusta）是位於美國新澤西州蘇塞克斯縣的非建制地區。

## 歷史
奧古斯塔的郵局自1812年營運至今。

## 地理
奧古斯塔所處的海拔為高於海平面151米（即495英呎），而該地所採用的時區為UTC-5，即北美东部时区（EST）。同時該地設有夏令時間，為UTC-5調快一小時，即UTC-4（EDT）。